# تيد لوري
تيد لوري (بالإنجليزية: Ted Lowry)‏ مواليد 27 أكتوبر 1919 في نيو هيفن - الوفاة 14 يونيو 2010، كان ملاكم محترف أمريكي صنّف ضمن فئة الوزن الثقيل.

## إحصائيات
خاض خلال مسيرته 143 نزالا، فاز في 66 وتعادل في 10 وخسر في 67.

## روابط خارجية
- تيد لوري على موقع بوكس ريك (الإنجليزية) (registration required)